# Saint-Julien-d'Armagnac
Saint-Julien-d'Armagnac é uma comuna francesa na região administrativa da Nova Aquitânia, no departamento Landes. Estende-se por uma área de 15,44 km². Em 2010 a comuna tinha 110 habitantes (densidade: 7,1 hab./km²).